# トレジャー
株式会社トレジャー（英: TREASURE Co.,Ltd）は、コンピュータソフトウェアの企画、開発を事業内容とする日本の企業。

## 歴史

### 設立～16ビット機時代
トレジャーの創業者であり社長でもある前川正人は、子供の頃からゲーム業界で働くことを夢見ており、中学生の時にプログラミングを覚え始めた。彼は大学でプログラムを学び、卒業後コナミに入社した。コナミ時代の前川は、のちに彼とともにトレジャーを設立することになる同僚たちとともにアーケードゲーム『ザ・シンプソンズ』（1991年）、『バッキー・オヘア』（1992年）、スーパーファミコン用ソフト『悪魔城ドラキュラ』（1991年）、『魂斗羅スピリッツ』（1992年）、『アクスレイ』（1992年）など様々のゲームを開発した。
1991年、前川と複数名のコナミ従業員は、『ガンスターヒーローズ』（1993年）へと繋がるオリジナルゲームの企画を立案したが、その提案は会社によって却下された。前川と彼のチームは、コナミが『悪魔城ドラキュラ』や『ティーンエイジ・ミュータント・ニンジャ・タートルズ』といったすでに定評が固まったシリーズの続編に依存する傾向をみせていたことに不満をつのらせていた。ユーザーはオリジナルのゲームを求めていると彼らは感じ、1992年にコナミを離れてトレジャーを設立すると『ガンスターヒーローズ』の開発を続けた。

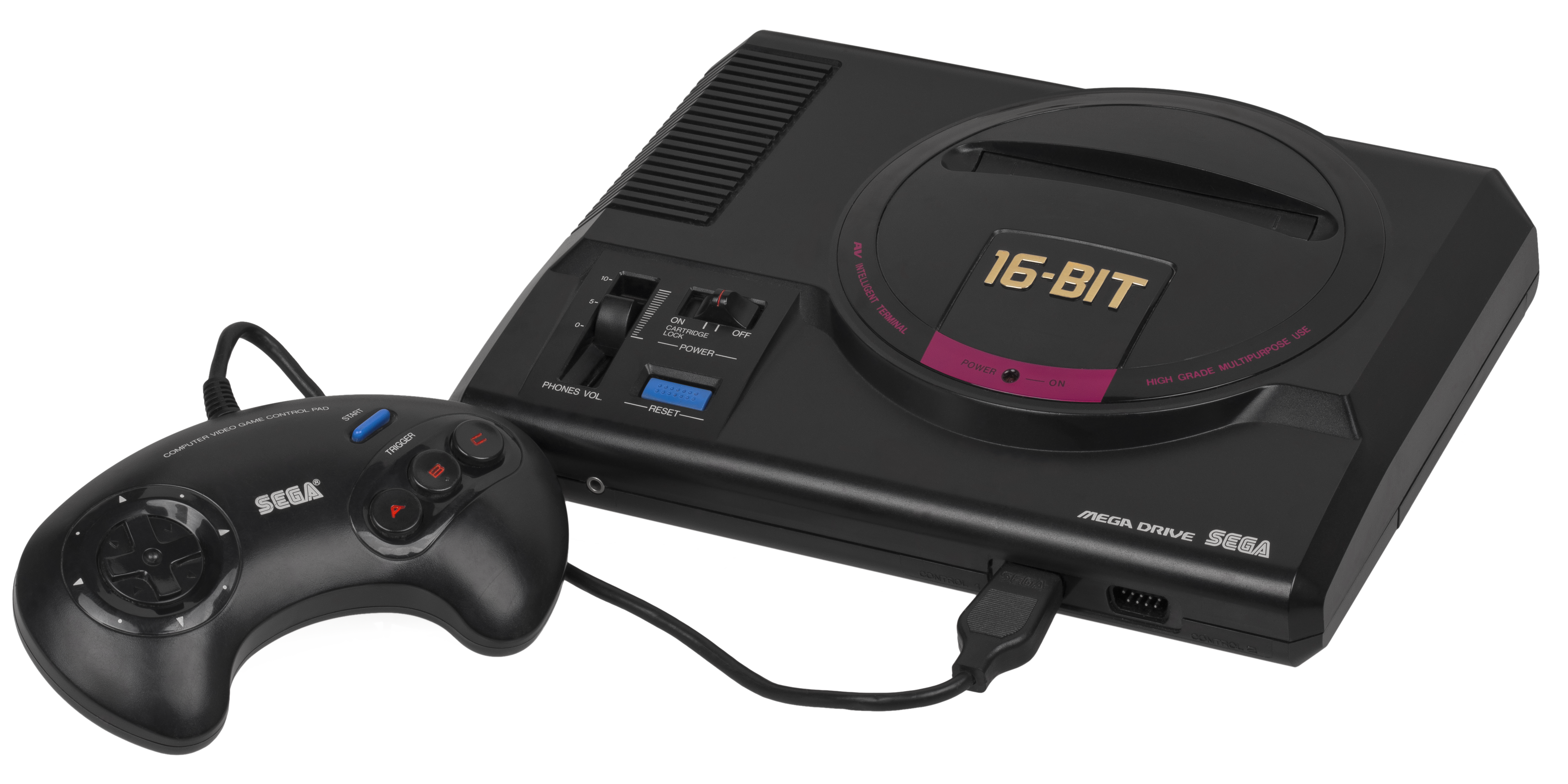
In their first years, Treasure developed games for the Sega Genesis.

トレジャーは1992年6月19日に設立された。社名には業界にとってのtreasure（宝物、大事なもの）になりたいという思いが込められている。設立当時の従業員数は10名強だった。コナミ時代はスーパーファミコン用のゲームを手掛けていたスタッフが多かったにもかかわらず、『ガンスターヒーローズ』をメガドライブ用に開発することに決めたのは、彼らが目指していたビジュアルやゲーム性には同ハードのMC68000マイクロプロセッサが必要であったためである。パブリッシング契約をセガに持ちかけた当初、トレジャーには実績がなかったため企画は通らなかったが、代わりに『マクドナルド トレジャーランドアドベンチャー』（1993年）の開発を請け負うことになった。同作の開発開始から数カ月後、『ガンスターヒーローズ』の開発が承認された。トレジャーのスタッフは2つのチームに分かれ、両作を並行して開発した。スタッフはコナミよりもセガの下で働くほうが自由度が高いと感じていた。
先に完成したのは『マクドナルド トレジャーランドアドベンチャー』だったが、トレジャーはオリジナルのゲームをデビュー作としてリリースしたかったので、『ガンスターヒーローズ』を最初に発売することにした。北米のゲーム雑誌『GameFan』は同作に魅了され、同年トレジャーに初の英語インタビューを行った。次にリリースされた『マクドナルド トレジャーランドアドベンチャー』は、トレジャーがライセンスを受けてゲームを開発する流れを作ることになった。小さなスタジオであるトレジャーは、ライセンスゲームで得られた収益をオリジナルプロジェクトの開発に充てていた。16ビット機時代のトレジャーは、スプライトの動きが滑らかであることからその後もメガドライブ用ゲームの開発を続け、セガファンの間で人気を集めた。『ガンスターヒーローズ』以降、トレジャーは4つの開発チームに分けられ、『ダイナマイトヘッディー』（1994年）、『幽☆遊☆白書 魔強統一戦』（1994年）、『エイリアンソルジャー』（1995年）、『ライトクルセイダー』（1995年）を開発した。

### 32ビット機時代
トレジャーは、1994年にセガがリリースしたセガサターンが大量のスプライトを処理できることを歓迎した。また同社のファン層がセガのゲーマーばかりであることも認識していたため、32ビット機時代になると、サターン用ゲームの開発に移行した。サターンは3Dグラフィックスにも対応していたが、トレジャーは2Dスプライトのノウハウを蓄積していたため、2Dゲームの開発を続けた。彼らは3Dゲームとの競合については心配していなかったという。最初のサターン用ゲーム『ガーディアンヒーローズ』（1996年）は、ベルトスクロールアクションゲームに格闘ゲームとRPGの要素を盛り込んだゲームだった。続いてリリースした『ゆけゆけ!!トラブルメーカーズ』（1997年）と『シルエットミラージュ』（1997年）という2つの横スクロールアクションゲームは並行して開発された。NINTENDO 64用ソフトとしてエニックスより発売された『ゆけゆけ!!トラブルメーカーズ』は、トレジャーにとって初めてセガ以外が発売元となりセガハード以外で発売されたゲームである。『シルエットミラージュ』は当初サターン用にリリースされたが、1998年にPlayStationに移植された。

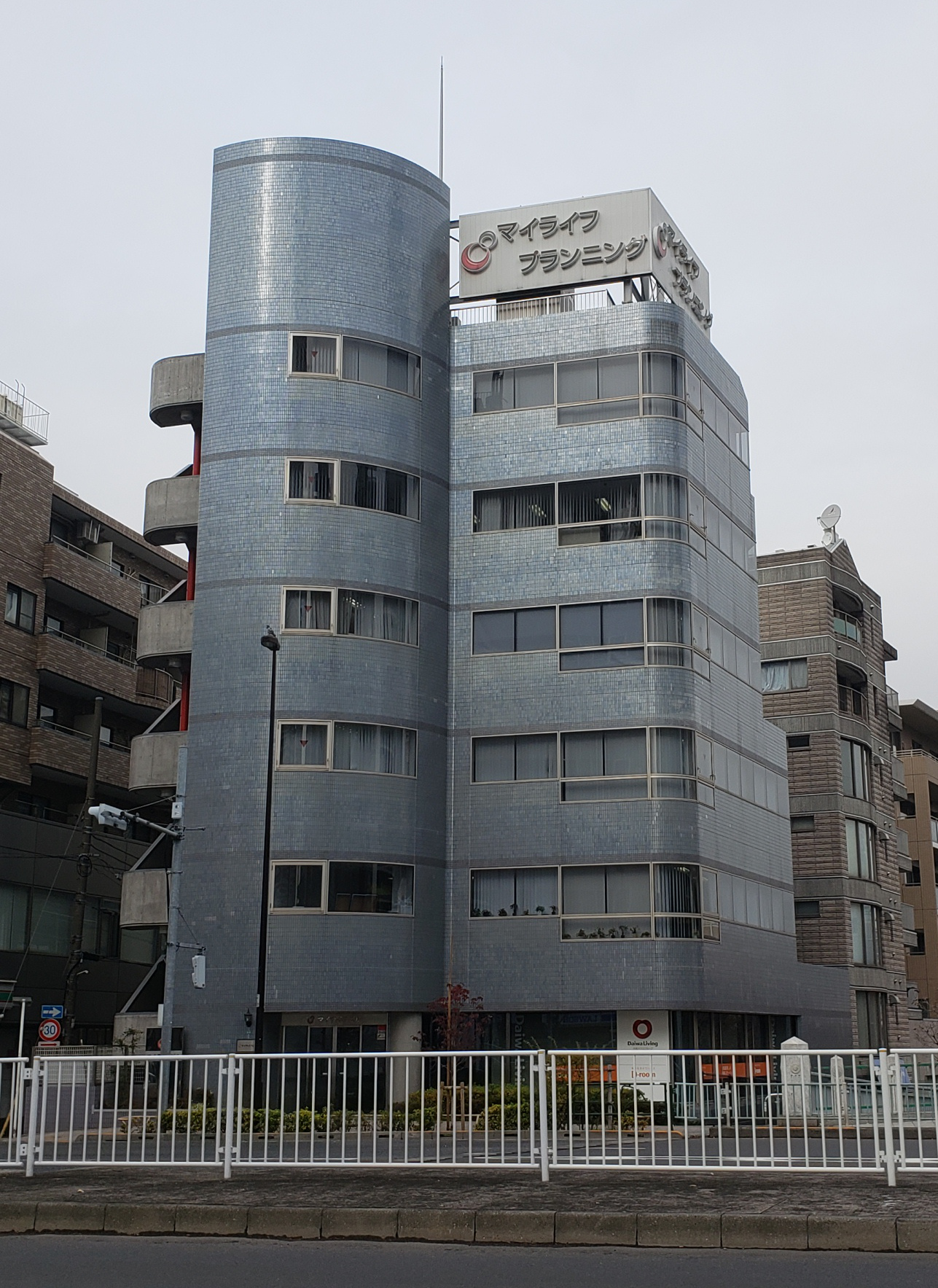
中野区で1998年から2010年代までの本社

1998年、トレジャーは同社にとって初のアーケードゲームとなる縦スクロールシューティングゲーム『レイディアントシルバーガン』をリリースした。トレジャーは長年、商業的実現可能性への懸念からアーケードゲームの開発を躊躇していたが、スタッフは『レイディアントシルバーガン』のポテンシャルを信じ、開発に熱望していた。同作はリリースされた年の後半にサターンに移植された。次にエニックスよりPlayStation用の格闘ゲーム『ラクガキショータイム』（1999年）を発売したが、キャラクターの所有権をめぐってエニックスとトレジャーの間で法的な問題が起きたため、同作は発売直後に店頭から撤去された。続いて多方向シューティングゲーム『爆裂無敵 バンガイオー』（1999年）をまずNINTENDO64で、その後修正を施してドリームキャストで発売した。1999年時点において、トレジャーの設立スタッフのほとんどはまだ同社に在籍していた。

### 2000年代
2000年代初頭、トレジャーはいくつかのトラブルに見舞われていた。NAOMI基板用に開発していたアーケード用レースゲーム『ガンビート』は、殆ど説明のないまま発売中止になった。PlayStation 2用の『シルフィード ザ・ロストプラネット』（2000年）と『ひっぱリンダ』（2001年）は、いずれも酷評を受けた。しかしその一方で、任天堂と共同開発したNINTENDO64用レールシューター『罪と罰 〜地球の継承者〜』（2000年）は成功をおさめた。同作は欧米では発売されなかったものの、輸入ゲーマーのあいだではカルトな人気を博した。『罪と罰』の開発中に、トレジャーは『レイディアントシルバーガン』の精神的続編となる『斑鳩』（2001年）の開発を始めた。このアーケードシューティングゲームはグレフと共同開発され、ドリームキャストへの移植を経て、ニンテンドー ゲームキューブにおいて世界的にリリースされた。
その後、トレジャーは一連のライセンスゲームのプロジェクトに着手した。そのうちの2つは、『タイニー・トゥーンズ』を原作としたゲームボーイアドバンス用ゲーム『Tiny Toon Adventures: Buster's Bad Dream』（2002年）と未発売に終わったPlayStation 2用ゲーム『Tiny Toon Adventures: Defenders of the Universe』である。この時期にライセンスされた他のゲームには、
『はじめの一歩 THE FIGHTING!』（2003年）、『ASTRO BOY・鉄腕アトム -アトムハートの秘密-』（2003年）、『ワリオワールド』（2003年）、『ドラゴンドライブ ディマスターズショット』がある。『ASTRO BOY・鉄腕アトム -アトムハートの秘密-』はセガの開発子会社ヒットメーカーとの共同開発で、近年のタイトルには欠けていたトレジャーのクラシックな横スクロールアクションスタイルに立ち戻ったことが評価された。次いで手掛けた『グラディウスV（2004年）は、『斑鳩』と同様にグレフと共同で開発された。両者はコナミとの契約のもとに働き、同作は平凡なライセンスゲームが続いていたトレジャーの業績回復に貢献した。
トレジャーは成功した以前の作品の続編となる『アドバンスガーディアンヒーローズ』（2004年）と『ガンスタースーパーヒーローズ』（2005年）を開発した。それに続いて一連のBLEACHライセンスゲームをニンテンドーDS用の開発を担当した。前川は、トレジャーは『BLEACH』のようなライセンスゲームを開発する上での課題について、スタッフはオリジナリティを求めているが、原作から逸脱してファンを失望させることはできないと説明している。2009年時点でトレジャーの従業員数は20～30名にのぼる。

### 2010年代
2011年の時点でトレジャーの従業員数は16名に減少している。前川は2011年のインタビューのなかで、現在のゲーム開発にはミドルウェアを使用しており、ハードウェアの性能を限界にまで引き出すためのカスタムプログラミングは用いていないと語っている。また同社はバーチャルコンソール、PlayStation Network、Xbox Liveでの過去作のダウンロード販売の充実に力を入れていた。トレジャーは2014年以降、『斑鳩』などの再リリース作を除き、新作をリリースしていない。

## 開発タイトル
名前の後に「*」がついているものは2015年以降に日本国内でリリースされたゲーム機及びSteamでも新規購入・プレイ可能（かつてはWii版バーチャルコンソールを通しての購入が可能だったが、現在は終了している）。
| 発売/配信日    | タイトル                                       | プラットフォーム | 発売/配信元                  | 備考 |
| -------------- | ---------------------------------------------- | ---------------- | ---------------------------- | --- |
| 1993年9月10日  | ガンスターヒーローズ*                          | MD               | セガ                         | メガドライブ ミニに収録                                                                                       |
| 1993年9月23日  | マクドナルド トレジャーランドアドベンチャー    | MD               | セガ                         | |
| 1994年8月5日   | ダイナマイトヘッディー*                        | MD               | セガ                         | メガドライブ ミニに収録                                                                                       |
| 1994年9月30日  | 幽☆遊☆白書 魔強統一戦*                         | MD               | セガ                         | メガドライブ ミニに収録（国内版のみ）                                                                         |
| 1995年2月24日  | エイリアンソルジャー                           | MD               | セガ                         | メガドライブミニ・アジア版、メガドライブ ミニ2に収録 （MDミニアジア版は後に国内でも限定発売。現在は販売終了） |
| 1995年5月26日  | ライトクルセイダー                             | MD               | セガ                         | メガドライブミニ・北米版、欧州版に収録                                                                        |
| 1996年1月26日  | ガーディアンヒーローズ                         | SS               | セガ                         | |
| 1997年6月27日  | ゆけゆけ!!トラブルメーカーズ                   | N64              | エニックス                   | |
| 1997年9月11日  | シルエットミラージュ                           | SS               | ESP                          | |
| 1998年5月      | レイディアントシルバーガン                     | AC               | セガ                         | |
| 1998年7月23日  | レイディアントシルバーガン                     | SS               | ESP                          | |
| 1998年7月23日  | シルエットミラージュ ～リプログラムド ホープ～ | PS               | ESP                          | 初代PSアーカイブスで配信中                                                                                    |
| 1999年7月29日  | ラクガキショータイム                           | PS               | エニックス                   | 初代PSアーカイブスで配信中                                                                                    |
| 1999年9月3日   | 爆裂無敵 バンガイオー                          | N64              | ESP                          | |
| 2000年9月21日  | シルフィード ザ・ロスト・プラネット            | PS2              | カプコン                     | ゲームアーツとの共同開発                                                                                      |
| 2000年11月21日 | 罪と罰 〜地球の継承者〜*                       | N64              | 任天堂                       | NINTENDO 64 Nintendo Switch Onlineで配信中                                                                    |
| 2001年7月27日  | ひっぱリンダ                                   | PS2              | 角川書店                     | |
| 2001年12月20日 | 斑鳩                                           | AC               | トレジャー                   | グレフとの共同開発                                                                                            |
| 2002年9月5日   | 斑鳩                                           | DC               | ESP                          | |
| 2002年11月12日 | はじめの一歩 THE FIGHTING!                     | GBA              | ESP                          | |
| 2003年8月8日   | ドラゴンドライブ ディマスターズショット        | GC               | バンダイ                     | |
| 2003年12月18日 | ASTRO BOY・鉄腕アトム -アトムハートの秘密-     | GBA              | セガ                         | ヒットメーカーとの共同開発                                                                                    |
| 2004年5月27日  | ワリオワールド                                 | GC               | 任天堂                       | |
| 2004年7月22日  | グラディウスV                                  | PS2              | コナミ                       | グレフとの共同開発 PlayStation 2アーカイブスで配信中                                                          |
| 2004年9月22日  | アドバンスガーディアンヒーローズ               | GBA              | トレジャー                   | |
| 2005年10月6日  | ガンスタースーパーヒーローズ                   | GBA              | セガ                         | |
| 2006年1月26日  | BLEACH DS 蒼天に駆ける運命                     | DS               | セガ                         | |
| 2007年2月15日  | BLEACH DS 2nd 黒衣ひらめく鎮魂歌               | DS               | セガ                         | |
| 2008年3月19日  | バンガイオー魂                                 | DS               | ESP                          | |
| 2008年4月9日   | 斑鳩*                                          | Xbox Live Arcade | トレジャー                   | |
| 2008年12月18日 | BLEACH バーサス・クルセイド                    | Wii              | セガ                         | |
| 2009年6月10日  | ガンスターヒーローズ*                          | Xbox Live Arcade | セガ                         | |
| 2009年10月29日 | 罪と罰 〜宇宙の後継者〜                        | Wii              | 任天堂                       | |
| 2011年9月14日  | レイディアントシルバーガン*                    | Xbox Live Arcade | Microsoft Studios            | |
| 2011年5月4日   | BANGAI-O HD Missile Fury                       | Xbox Live Arcade | ディースリー・パブリッシャー | |
| 2011年10月12日 | ガーディアンヒーローズ*                        | Xbox Live Arcade | セガ                         | |
| 2012年12月12日 | 斑鳩                                           | Android          | GMOゲームセンター            | |
| 2013年12月5日  | ガイストクラッシャー*                          | 3DS              | カプコン                     | |
| 2014年2月19日  | 斑鳩*                                          | Steam            | トレジャー                   | |
| 2014年9月4日   | ガイストクラッシャー ゴッド*                   | 3DS              | カプコン                     | ガイストクラッシャーのアッパーバージョン                                                                      |